# Christofer von Kochen
Christofer von Kochen, före adlandet Kochen, född 30 maj 1637 i Reval, död 1711, var en svensk diplomat.
Christofer von Kochen var son till rådförvanten Christoffer Kochen och hans hustru Elisabet von Vegesach. Genom sin kännedom om den baltiska handeln utsågs von Kochen 1655 att följa med svenske kommissarien Johan de Rode som kanslist under dennes diplomatiska resa till Moskva. Under tiden där utbröt kriget mellan Sverige och Ryssland, och hela den svenska legationen fram till fredsslutet 1658. Christoffer von Kochen stannade dock kvar i Moskva som korrespondent och utnämndes till kommersfaktor i Moskva 1678. 1680 utnämndes Christofer von Kochen till kommissarie. Han upphöjdes 1683 i adligt stånd och utsågs 1686 till burggreve i Narva.